# هوفرتانك ثري دي
Hovertank 3D هي لعبة المركبات القتالية وأول ألعاب نظام «أول مطلق للنار» وضعتها ونشرتها إد سوفتوير و Softdisk في نيسان 1991.